# Edward Risi
Edward Gabriel Risi OMI (ur. 6 stycznia 1949 w Johannesburgu) – południowoafrykański duchowny katolicki, biskup diecezji Keimoes-Upington od 2000.

## Życiorys
Święcenia kapłańskie przyjął 12 lipca 1974. Był m.in. superiorem prowincjalnym oblatów (1985-1990) i mistrzem nowicjatu w Johannesburgu (1990-2000).

### Episkopat
5 lipca 2000 roku został mianowany przez papieża Jana Pawła II biskupem diecezji Keimoes-Upington. Sakrę przyjął 14 października tegoż roku z rąk arcybiskupa Bloemfontein, Buti Joseph Tlhagale.